# Parafia św. Józefa w Opalenicy
Parafia Świętego Józefa w Opalenicy – rzymskokatolicka parafia w Opalenicy, należy do dekanatu bukowskiego. Została erygowana 16 grudnia 1980 dekretem arcybiskupa poznańskiego Jerzego Stroby. Obecny kościół, poewangelicki, został wybudowany w 1900. Na terenie parafii znajduje się dom zakonny Sióstr Albertynek z Przytuliskiem św. Brata Alberta. 